# تپه گرد تالان
تپه گرد تالان مربوط به دوران پیش از تاریخ ایران باستان - دوران‌های تاریخی پس از اسلام است و در شهرستان پیرانشهر، بخش لاجان، روستای خورنج واقع شده و این اثر در تاریخ ۱۲ بهمن ۱۳۸۱ با شمارهٔ ثبت ۷۳۷۵ به‌عنوان یکی از آثار ملی ایران به ثبت رسیده است.